# Paradox Interactive
Paradox Interactive – szwedzki wydawca gier komputerowych, najbardziej znany z publikacji historycznych komputerowych gier strategicznych, nazywanych z angielskiego „grand strategy wargame”. Firma wydaje gry tworzone zarówno przez własne studio Paradox Development Studio, jak też niezależnych deweloperów. W przeszłości była oddziałem Paradox Entertainment, właściciela praw autorskich m.in. do stworzonej przez Roberta E. Howarda postaci Conana Barbarzyńcy.

## Własność
Prezes Fredrik Wester 7 marca 2016 poinformował w wywiadzie z Di Digital, że Paradox Interactive rozpoczął pierwszą ofertę publiczną. Firma planowała zakończyć proces w ciągu roku, zachęcając do inwestowania swoich pracowników, fanów wydawanych przez siebie tytułów, szukając długoterminowych właścicieli, którzy zechcą wziąć udział w podróży Paradoxu.
31 maja 2016 firma rozpoczęła sprzedaż akcji na Nasdaq First North pod symbolem PDX. Początkowa cena została ustalona na 33 korony szwedzkie, czyli 3,96 dolara amerykańskiego wyceniając firmę na 3,485 miliardy koron (420 milionów dolarów).
Fredrik Wester poinformował 22 czerwca 2016 w poście na forum firmy, że nadal jest właścicielem 33,3% udziałów firmy.

## Gry wydane przez Paradox Interactive
Popularne produkcje własnego studia Paradox Development Studio wydane przez firmę, to między innymi serie Europa Universalis i Hearts of Iron. Poza grami tworzonymi w tym studiu, firma publikuje także gry innych twórców, wśród nich serię z gatunku survival horror Penumbra, serię fabularnych gier akcji Magicka i serię Mount & Blade. Paradox Interactive współpracował także z Colossal Order i wydał serię gier Cities in Motion i Cities: Skylines, które stały się nowym rekordem sprzedażowym firmy. Według serwisu Metacritic, najwyżej ocenianym produktem wydanym przez firmę jest gra fabularna Pillars of Eternity, stworzona przez studio Obsidian Entertainment i wydana w marcu 2015.

### A
- Achtung Panzer: Kharkov 1943 (2010) – PC[6]
- A Game of Dwarves (2012) – PC[7]
- Ageod's American Civil War (2007) – PC[8]
- Airfix Dogfighter (2000) – PC[9]
- Arsenal of Democracy (2010) – PC[10]

### B
- Birth of America (2006) – PC[11]
- Birth of America II: Wars in America (2007) – PC[12]

### C
- Chariots of War (2003) – PC[13]
- City Life 2008 Edition (2008) – PC[14]
- Combat Mission: Shock Force (2007) – PC[15]
- Commander: Conquest of the Americas (2010) – PC[16]
- Crusader Kings: Deus Vult (2007) – PC[17]
- Crusader Kings II: Mroczne wieki (2012) – PC[18]
  - Crusader Kings II: Sword of Islam (2012) – PC[19]
  - Crusader Kings II: Legacy of Rome (2012) – PC[20]
  - Crusader Kings II: Sunset Invasion (2012) – PC[21]
  - Crusader Kings II: The Republic (2013) – PC[22]
  - Crusader Kings II: The Old Gods (2013) – PC[23]
  - Crusader Kings II: Sons of Abraham (2013) – PC[24]
  - Crusader Kings II: Rajas of India (2014) – PC[25]
  - Crusader Kings II: Charlemagne (2014) – PC[26]
  - Crusader Kings II: Way of Life (2014) – PC[27]
  - Crusader Kings II: Horse Lords (2015) – PC[28]
  - Crusader Kings II: Conclave (2016) – PC[29]
  - Crusader Kings II: The Reaper's Due (2016) – PC[30]
  - Crusader Kings II: Monks and Mystics (2017) – PC[31]
  - Crusader Kings II: Jade Dragon (2017) – PC[32]
  - Crusader Kings II: Holy Fury (2018) – PC[33]
- Crusader Kings III (2020) – PC
  - Crusader Kings III: Northern Lords (2021)[34]
  - Crusader Kings III: Royal Court (2022)[35][36]
  - Crusader Kings III: Fate of Iberia (2022)[37]
  - Crusader Kings III: Friends and Foes (2022)[38]
  - Crusader Kings III: Tours and Tornaments (2023)[39][40]
  - Crusader Kings III: Legacy of Persia (2023)
  - Crusader Kings III: Legacy of the Dead (2024)[41]
  - Crusader Kings III: Roads to Power (2024)[42]
- Cities in Motion (2011) – PC
- Cities in Motion 2 (2013) – PC[43]
- Cities: Skylines (2015) – PC
  - Cities: Skylines - Snowfall (2016) – PC[44]
  - Cities: Skylines - Natural Disasters (2016) – PC[45]
  - Cities: Skylines - Mass Transit (2017) – PC[46]
  - Cities: Skylines - Concerts (2017) – PC[47]
  - Cities: Skylines - Green Cities (2017) – PC[48]
  - Cities: Skylines - Parklife (2018) – PC[49]
  - Cities: Skylines - Industries (2018) – PC[50]
  - Cities: Skylines - Campus (2019) – PC[51]
  - Cities: Skylines - Sunset Harbor (2020) – PC[52]
  - Cities: Skylines - Airports (2022) – PC[53]
  - Cities: Skylines - Plazas & Promenades (2022) – PC[54]
  - Cities: Skylines - Financial Districts (2022) – PC[55]
  - Cities: Skylines - Hotels & Retreats (2023) – PC[56]
- Cities: Skylines II (2023) - PC

### D
- Darkest Hour (2011) – PC[57]
- Dark Horizon (2008) – PC[58]
- Diplomacy (2005) – PC[59]
- Dragonfire: The Well of Souls (2000) – PC[60]
- Dwa Trony: Wojna Róż (2004) – PC[61]
- Defenders of Ardania (2012) – PC[62]
- Dungeonland (2013) – PC[63]

### E
- East India Company (2009) – PC[64]
- East India Company: Battle of Trafalgar (2009) – PC[65]
- East India Company: Privateer (2009) – PC[66]
- Elven Legacy (2009) – PC[67]
- Elven Legacy: Magic (2009) – PC[68]
- Elven Legacy: Ranger (2009) – PC[69]
- Elven Legacy: Siege (2009) – PC[70]
- Europa Universalis (2000) – PC[71]
- Europa Universalis II (2001) – PC[72]
- Europa Universalis II: Asian Chapters (2004) – PC[73]
- Europa Universalis III (2007) – PC[74]
- Europa Universalis III: In Nomine (2008) – PC[75]
- Europa Universalis III: Napoleon's Ambition (2007) – PC[76]
- Europa Universalis III: The Divine Wind (2010) – PC
- Europa Universalis III: Walka o tron (2009) – PC[77]
- Europa Universalis: Mroczne wieki (2004) – PC[78]
- Europa Universalis: Rome (2008) – PC[79]
- Europa Universalis: Rzym – Vae Victis (2008) – PC[80]
- Europa Universalis IV (2013) – PC[81]
  - Europa Universalis IV: American Dream (2013) – PC[82]
  - Europa Universalis IV: Conquest of Paradise (2013) – PC[83]
  - Europa Universalis IV: Wealth of Nations (2014) – PC[84]
  - Europa Universalis IV: Res Publica (2014) – PC[85]
  - Europa Universalis IV: Art of War (2014) – PC[86]
  - Europa Universalis IV: Common Sense (2015) – PC[87]
  - Europa Universalis IV: El Dorado (2015) – PC[88]
  - Europa Universalis IV: The Cossacks (2015) – PC[89]
  - Europa Universalis IV: Mare Nostrum (2016) – PC[90]
  - Europa Universalis IV: Rights of Man (2016) – PC[91]
  - Europa Universalis IV: Mandate of Heaven (2017) – PC[92]
  - Europa Universalis IV: Third Rome (2017) – PC[93]
  - Europa Universalis IV: Cradle of Civilization (2017) – PC[94]
  - Europa Universalis IV: Rule Britannia (2018) – PC[95]
  - Europa Universalis IV: Dharma (2018) – PC[96]
  - Europa Universalis IV: Golden Century (2018) – PC
  - Europa Universalis IV: Emperor (2020) – PC
  - Europa Universalis IV: Leviathan (2021) - PC
  - Europa Universalis IV: Domination (2023) - PC[97]
  - Europa Universalis IV: Winds of Change (2024) - PC[98]

### F
- For the Glory (2009) – PC[99]
- Fort Zombie (2009) – PC[100]
- Frontline: Fields of Thunder (2007) – PC[101]

### G
- Galactic Assault: Prisoner of Power (2007) – PC[102]
- Galactic Civilizations II: Dread Lords (2006) – PC[103]
- Gettysburg: Armored Warfare (2012) – PC[104]

### H
- Heart of Empire: Rome (anulowana) – PC[105]
- Hearts of Iron (2002) – PC[106]
- Hearts of Iron II (2005) – PC[107]
  - Hearts of Iron II: Doomsday (2006) – PC[108]
  - Hearts of Iron II: Armageddon (2007) – PC[109]
- Hearts of Iron III (2009) – PC[110]
  - Hearts of Iron III: Semper Fi (2010) – PC[111]
  - Hearts of Iron III: For the Motherland (2011) – PC
  - Hearts of Iron III: Their Finest Hour (2012) – PC[112]
- Hearts of Iron IV (2016) – PC[113]
  - Hearts of Iron IV: Together for Victory (2016) – PC[114]
  - Hearts of Iron IV: Death or Dishonor (2017) – PC[115]
  - Hearts of Iron IV: Waking the Tiger (2018) – PC[116]
  - Hearts of Iron IV: Man the Guns (2019) – PC[117]
  - Hearts of Iron IV: La Résistance (2020) – PC[118]
  - Hearts of Iron IV: Battle for the Bosporus (2020) – PC[119]
  - Hearts of Iron IV: No Step Back  (2021) – PC[120]
  - Hearts of Iron IV: By Blood Alone  (2022) – PC[121]
  - Hearts of Iron IV: Arms Against Tyranny (2023) – PC[122]
  - Hearts of Iron IV: Trial of Allegiance (2024) – PC[123]
  - Hearts of Iron IV: Götterdämmerung (2024) – PC[124]
  - Hearts of Iron IV: Graveyard of Empires (2025) – PC[125]
- Hearts of Iron: The Card Game (2011) – PC

### I
- Infinity Empire (2006) – PC[126]
- Impire (2013) – PC[127]
- Iron Cross: A Hearts of Iron Game (2010) – PC

### K
- Knights of Honor (2004) – PC[128]
- Korona Północy (2003) – PC[129]
- Król Artur: Sasi (2010) – PC
- Król Artur: Druidzi (2011) – PC
- King Arthur: Fallen Champions (2011) – PC
- Król Artur II (2012) – PC
- Knights of Pen & Paper +1 Edition (2013) – PC[130]
- Knights of Pen & Paper 2 (2015) – PC[131]

### L
- Lead and Gold (2010) – PC[132]
- Legio (2010) – PC[133]
- Legion (2002) – PC[134]
- Lionheart: Kings' Crusade (2010) – PC[135]
- Lost Empire (2007) – PC[136]
- Lost Empire: Immortals (2008) – PC[137]
- Leviathan: Warships (2013) – PC

### M
- Majesty: The Fantasy Kingdom Sim (2000) – PC[138]
- Mount & Blade (2008) – PC[139]
- Majesty 2: The Fantasy Kingdom Sim (2009) – PC[140]
- Majesty 2: Kingmaker (2010) – PC[141]
- Magna Mundi (2010) – PC[142]
- Mount&Blade: Warband (2010) – PC[143]
- Magicka (2010) – PC[144]
- DLC:Magicka: Vietnam (2011) – PC
- DLC:Magicka: The Stars are Left (2011) – PC
- DLC:Magicka: The Other Side of the Coin (2012) – PC
- DLC:Magicka: Dungeons and Daemons (2012) – PC
- March of the Eagles (2013) – PC[145]
- Magicka: Wizard Wars (2014)
- Mutant Chronicles Online (anulowana) – PC[146]
- Magicka 2 (2015) – PC[147]

### N
- Napoleon's Campaigns (2007) – PC[148]
- Naval War: Arctic Circle (2012) – PC[149]

### P
- Pillars of Eternity (2015)[150]
- Pirates of Black Cove (2011) – PC
- Penumbra: Black Plague (2008) – PC[151]
- Penumbra: Overture (2007) – PC[152]
- Penumbra: Requiem (2008) – PC[153]
- Perimeter: Emperor's Testament (2005) – PC[154]
- Pride of Nations (2011) – PC[155]

### R
- Restaurant Empire 2 (2009) – PC[156]
- Rise of Prussia (2010) – PC[157]
- Rush for Berlin (2006) – PC[158]

### S
- Starvoid (2012) – PC
- Ship Simulator Extremes (2010) – PC[159]
- Silent Heroes (2006) – PC[160]
- Supreme Ruler 2020 (2008) – PC[161]
- Supreme Ruler 2020: Global Crisis (2008) – PC[162]
- Sword of the Stars (2006) – PC[163]
- Sword of the Stars: A murder of Crows (2007) – PC[164]
- Sword of the Stars: Argos Naval Yard (2009) – PC[165]
- Sword of the Stars: Born of Blood (2008) – PC[166]
- Sword of the Stars 2 (2011) – PC[167]
- Sengoku (2011) – PC[168]
- Stellaris (2016) – PC[169]

### T
- Take Command: 2nd Manassas (2006) – PC[170]
- Tarr Chronicles (2007) – PC[171]
- Trainz (2008) – PC[172]
- Teleglitch: Die More Edition (2013) – PC
- The Showdown Effect (2013) – PC
- Tyranny (2016) – PC

### U
- UFO: Extraterrestrials (2007) – PC[173]

### V
- Valhalla Chronicles (2002) – PC[174]
- Victoria: An Empire Under the Sun (2003) – PC[175]
- Victoria: Revolutions (2006) – PC[176]
- Victoria II (2010) – PC[177]
- Victoria II: Wojna secesyjna (2012) – PC[178]
- Victoria II: Heart of Darkness (2013) – PC[179]
- Victoria 3 (2022) - PC[180]

### W
- War of the Roses (2012) – PC[181]
- World War One (2010) – PC[182]
- Woody Two-Legs: Attack of the Zombie Pirates (2010) – PC
- Warlock: Mistrz Magii (2012) – PC[183]

### Zapowiedziane tytuły bez daty premiery
- Cartel (prace wstrzymane)
- Mutant Chronicles: Doomtrooper (prace wstrzymane)
- Hollowpoint